# وارتا بوزنان
وارتا بوزنان (بالبولندية: Warta Poznań) هو نادي متعدد الرياضات مقره في بوزنان، بولندا. الاسم يعني الحرس باللغة البولندية وكذلك اسم نهر وارتا الذي تقع عليه بوزنان.